# Горбачёво (посёлок, Плавский район)
Горбачёво — посёлок в Плавском районе Тульской области России. Входит в Молочно-Дворское сельское поселение (центр Горбачёвского сельского округа).

## География
Расположен в 16 км к юго-западу от города Плавска и в 74 км к юго-западу от центра Тулы.
С юга примыкает железнодорожная станция Горбачёво на линии Тула — Орёл и одноимённый посёлок станции Горбачёво.

## Население
| 2002 | 2010 |
| ---- | ---- |
| 820  | ↘808 |